# Ближний бой
«Ближний бой» (англ. Blizhniy Boy: The Ultimate Fighter) — невышедший фильм, снятый режиссёром Еркеном Ялгашевым, в котором снялись Кунг Ле, Дэвид Кэррадайн, Эрик Робертс, Гэри Бьюзи, Кэри-Хироюки Тагава, Боло Йен, Оливье Грюнер, Олег Тактаров и др. Реклама фильма прошла в 2007 году, вместе со спецпоказами на закрытых кинофестивалях, которые были организованы для поиска дистрибьютора (прокатчика). Однако компаний, заинтересованных в выходе фильма в какой-либо прокат (кинопрокат, физические носители, цифровое издание) как в Казахстане, так и в любой другой стране, с тех пор так и не было найдено.

## Сюжет
Молодой казахстанский спортсмен, сын богатого бизнесмена, у которого есть связи с русской мафией, побеждает на бойцовском турнире в США. Став невольным «свидетелем» убийства, он уезжает из Казахстана в Америку и вступает в схватку со своим смертельным врагом.

## В ролях
| Актёр               | Роль          |
| ------------------- | ------------- |
| Кунг Ле             | Эрик          |
| Дэвид Кэррадайн     | Михаил        |
| Эрик Робертс        | Иван          |
| Гэри Бьюзи          | мастер        |
| Кэри-Хироюки Тагава | Алибек        |
| Боло Йен            | тренер Эрика  |
| Олег Тактаров       | Олег (тренер) |
| Аки Алеонг          | Бауте         |
| Оливье Грюнер       | агент ФБР     |
| Мартин Коув         | Карпов        |
| Криста Кэмпбелл     | Анастасия     |
| Леван Учанейшвили   | мистер Гиви   |